# Maghreb News TV
Maghreb News TV est un projet de chaîne de télévision tunisienne lancé par Mohamed Abderraouf Tebourbi. Chaîne maghrébine d'information, elle ne diffuse pas encore en mars 2020.

## Biographie
Le 14 février 2020, Taïeb Baccouche, secrétaire général de l'Union du Maghreb arabe, signe avec Abderraouf Tebourbi, fondateur du projet Maghreb News TV, un partenariat pour lancer un projet de chaîne.
Maghreb News TV sera basée à Tunis.